# Verzorgingsplaats Peelerveld
Verzorgingsplaats Peelerveld is een Nederlandse verzorgingsplaats gelegen aan de A28 Utrecht-Groningen tussen afritten 33 en 34 nabij Assen.
Deze verzorgingsplaats is genoemd naar het Peelerveld, een stuk grasland nabij Peelo wat tegenwoordig een woonwijk van Assen is. De verzorgingsplaats ligt tegen deze wijk aan en wordt er alleen van gescheiden door het Noord-Willemskanaal. In 2012 werden middels een veiling de huurrechten van het pompstation verkocht.
Aan de andere kant van de snelweg ligt even verderop verzorgingsplaats Zeijerveen.
Richting Groningen: Vanenburg · Dasselaar · Leuvenhorst · Willemsbos · De Kraaienberg · Bornheim · De Markte · Dekkersland · Lageveen · Smalhorst · Peelerveld · Glimmermade
Richting Utrecht: Witte Molen · Zeijerveen · De Mussels · Panjerd · Haerst ·  't Loo · Vosbergen · De Haere · Hendriksbos · Drielander · Oldenaller · Hooglanderveen